# Howard Schultz
Howard Schultz (New York, 19 juli 1953) is een Amerikaanse zakenman en politicus.
Hij was CEO van Starbucks van 1986 tot 2000 en opnieuw van 2008 tot 2017, evenals bestuursvoorzitter van deze onderneming van 2017 tot 2018. 
In 1998 was Schultz medeoprichter van investeringsgroep Maveron, met Dan Levitan. 
Door tijdschrift Forbes werd hij in 2016 geklasseerd als de 232e rijkste persoon in de Verenigde Staten. Forbes schat zijn vermogen op 3,5 miljard dollar.

## Afkomst en opleiding
Schultz is van Joodse afkomst. Zoon van Elaine Lederman en truck-chauffeur Fred Schultz. Hij groeide met een jongere zus en broer op in een sociale woning in Brooklyn. Op de high school was hij quarterback in het football-team en verdiende hij een football-stipendium aan de Northern Michigan University. Omdat hij niet goed genoeg speelde voor het team van het college, moest hij een studentenkrediet opnemen. Hij volgde cursussen in marketing, retoriek en communicatie en slaagde erin om in 1975 een bachelor graad te behalen. Daarmee werd hij ook de eerste academicus in zijn familie. 
Hij ging terug naar New York en kreeg bij het technologie- en dienstverleningsbedrijf Xerox zijn verkopers-opleiding. Vervolgens werkte hij drie jaar lang in de verkoop en marketing van Xerox. Daarna stapte hij over naar Hammarplast, de Amerikaanse tak van het Zweedse concern Pestorp, een producent van huishoudelijke apparaten.

## Koffiehandel
In 1981 werd Schultz zowel afdelingshoofd Verkoop, als vice-president van Hammarplast. Hij kwam daarmee in contact met Starbucks in Seattle. De onderneming verkocht hoge kwaliteit koffiebonen en geavanceerde koffie-apparaten. Na verscheidene aanlopen stelden de eigenaren van Starbucks hem in 1982 aan als manager voor de  marketing en de operationele bedrijfsvoering, die op dat moment slechts vier filialen betrof.
Vanaf 1983 borduurde Schultz voort op het idee om koffie als drank aan te bieden. Hij nam ontslag en begon zijn eigen koffiebar met de naam Il Giornale, waarbij hij werd gesteund door zijn vroegere werkgevers. Met hulp van investeerders kocht hij in 1987 de eigenaren van Starbucks af. De keten breidde daarna snel uit. In 1991 kon de oprichting van het honderdste filiaal gevierd worden. Sinds 1992 is Starbucks aan de beurs genoteerd en in 1995 begon de expansie in het buitenland. In het jaar 2000 trok Schultz zich terug uit het operationele werk en nam hij plaats in de raad van toezicht. Op 26 juni 2018 verliet hij na ruim 30 jaar de onderneming.

## Campagne "Race Together" in de Verenigde Staten
In maart 2015 startte Schultz de campagne "Race Together", waarmee hij zijn medewerkers in de 12.000 Starbucks-bars in de Verenigde Staten uitnodigde met de klanten gesprekken te voeren over de rassenscheiding en rassendiscriminatie in het land. De campagne leidde tijdelijk tot een storm van schelden op Twitter, op grond waarvan een perswoordvoerder van Starbucks tijdelijk zijn Twitter-account wiste. "Schultz is een van de weinige chefs die maatschappelijke belangen met zakelijke vermengt", schreef het Handelsblatt in een artikel over de campagne.

## Auteur
Schultz schreef het boek Pour Your Heart Into It: How Starbucks Built a Company One Cup at a Time met Dori Jones Yang in 1997. Zijn tweede boek Onward: How Starbucks Fought for Its Life Without Losing Its Soul, geschreven met Joanne Gordon, werd gepubliceerd in 2011. Zijn derde boek For Love of Country, geschreven met Rajiv Chandrasekaran, werd gepubliceerd in 2014.

## Amerikaanse presidentsverkiezing 2020
Na speculaties over zijn mogelijke kandidaatstelling voor de presidentsverkiezing in 2020, verklaarde Schultz in januari 2019 dat hij een kandidatuur zou onderzoeken. Hij wilde een rondreis door de verschillende staten maken en binnen drie maanden een besluit nemen. In het bevestigend geval zou hij zich als onafhankelijke kandidaat willen presenteren. Van de zijde van de Democraten werd onmiddellijk gewaarschuwd voor de gevolgen van een onafhankelijke kandidatuur, omdat deze tot herverkiezing van Donald Trump zou kunnen bijdragen..

## Privé
Howard Schultz is sinds 1982 met Sheri Kersch getrouwd. Zij hebben samen een zoon en een dochter. Ze wonen in Seattle.
- Biblioteca Nacional de España: XX1576081
- Bibliothèque nationale de France: cb16544722w (data)
- CiNii: DA14076215
- Gemeinsame Normdatei: 107192656X
- International Standard Name Identifier: 0000 0001 1649 9529
- Library of Congress Control Number: no97052539
- Bibliotheek van het Japanse parlement: 00681622
- Nationale Bibliotheek van Tsjechië: pna2015854476
- Nationale Bibliotheek van Israël: 987007267860205171
- Nederlandse Thesaurus van Auteursnamen: 239898559
- Système universitaire de documentation: 153500387
- Virtual International Authority File: 57474240
- WorldCat: E39PBJktqVfptvPgxwRb7ctdwC